# Plectrohyla sabrina
La rana arbórea de la Sierra de Juárez (Plectrohyla sabrina) es una especie de anfibios de la familia Hylidae. Es endémica de México.
Sus hábitats naturales son los montanos secos y los ríos. Está amenazada de extinción por la destrucción de su hábitat natural.